# Royal Naval Air Service
Royal Naval Air Service (RNAS) est le nom donné à l’ensemble des moyens aériens placés sous l’autorité de l’Amirauté britannique entre juillet 1914 et mars 1918. Le 1er avril 1918, le Royal Flying Corps de l’Armée britannique et le RNAS fusionnèrent pour constituer la Royal Air Force, première armée de l’air indépendante au monde.

## Origines
Dès 1908, le gouvernement britannique diligenta la création d’un Comité consultatif pour l’Aéronautique tandis que le Comité de Défense impériale constituait une sous-commission sur l’aviation. Dans les deux cas il s’agissait bien entendu pour les politiques et les militaires d’étudier le meilleur usage que l’on pourrait faire des aéronefs à but militaire. Le 7 mai 1909 le Comité de Défense impériale approuva la construction par la firme Vickers d’un dirigeable rigide, inspiré des productions Zeppelin, devant être utilisé comme appareil de reconnaissance et d’observation par la Royal Navy. Surnommé bien mal à propos Mayfly, cet aérostat de 156 m de long fut détruit par une bourrasque de vent le 24 septembre 1911 avant d’avoir effectué son premier vol.
Entre-temps, en novembre 1910, le Royal Aero Club avait offert à la Royal Navy deux avions, ses instructeurs et ses installations d’Eastchurch pour y former ses premiers pilotes. L’Amirauté britannique accepta, sous réserve que les aspirants-pilotes soient volontaires, célibataires et capables de payer leurs cotisations au Royal Aero Club.
Sur 200 volontaires, quatre seulement gagnèrent la Naval Flying School Eastchurch : le Captain E.L. Gerrard du Royal Marine Light Infantry et les Lieutenant C.R. Samson, A.M. Longmore et A. Gregory (Roskill). Ils furent brevetés en 1911.

## Vers une aviation navale autonome

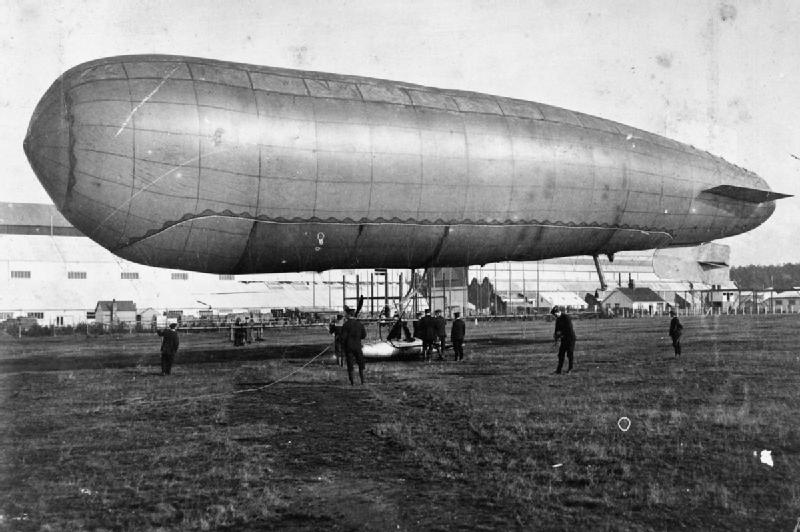
Le Willows No. 4 - His Majesty's Naval Airship No. 2.

Un décret royal du 13 avril 1912 portant création du Royal Flying Corps entraina le regroupement du détachement aérien de la Royal Navy, des premiers éléments aériens de la British Army et du Bataillon Air du corps des Royal Engineers. Le RFC était constitué d’une unité terrestre et d’une unité navale (placée sous le commandement du commander C.R. Samson), et une École centrale de pilotage ouverte aux officiers et hommes de troupe des deux armes ouvrit ses portes le 19 juin 1912 à Upavon. Le premier commandant de la Central Flying School fut un marin, le Captain Godfrey Paine. Une Special Reserve of Officers fut constituée pour permettre la formation de cadres de réserve ne souhaitant pas opter pour un service ou l’autre.
Malgré une structure unifiée la Royal Navy était autorisée à mener des essais spécifiques à Eastchurch. Au cours de l’été 1912 l’Amirauté créa même un Département Aéronautique, qui fut confié au Captain Murray Sueter et dès septembre 1912 apparut la mention Naval Air Service dans les documents mentionnant la participation de quatre hydravions à des manœuvres de la British Army.
En 1913 furent autorisés la construction d’une hydrobase sur l’île de Grain, dans l'embouchure de la Medway et d’une installation pour dirigeables à Kingsnorth, tandis que neuf bases terrestres étaient envisagées pour les besoins de la Navy. La même année des avions participent pour la première fois à des manœuvres navales britanniques, opérant depuis le HMS Hermes, un croiseur converti en ravitailleur d’hydravions. Le 7 juin 1913 le Naval Air Service disposait de 44 officiers et 105 hommes de troupe issus de la Central Flying School ou de l’école d’Eastchurch, et de 35 spécialistes qualifiés dans la manipulation des dirigeables. Trois dirigeables souples commandés pour l’Army (Willows No 4 (en), Astra Torres AT-14 (en) et Parseval No 4 (en)) lui furent transférés à cette époque.
Le Royal Naval Air Service fut officiellement constitué le 1er juillet 1914 comme l'élément naval du Royal Flying Corps, rattaché directement au commandement de la Royal Navy. Le RNAS ne passera officiellement sous contrôle de la Royal Navy que le 1er août 1915.

## Le RNAS durant la Première Guerre mondiale
En août 1914 le RNAS disposait de 39 avions, 52 hydravions, 6 dirigeables et 2 ballons captifs, le tout servi par 727 hommes de tous rangs dont 120 pilotes (Randolph S. Churchill vol II, p. 697). 12 bases pour dirigeables étaient réparties le long des côtes britanniques.
Initialement le RNAS avait pour mission la reconnaissance navale, l’assistance au combat de la flotte britannique, la surveillance des côtes du Royaume-Uni et l’attaque des secteurs côtiers sous contrôle ennemi. À partir de l’expérience acquise avec le HMS Hermes de nouveaux ravitailleurs d’hydravions furent rapidement mis en chantier en convertissant des navires civils. Le jour de Noel 1914 trois de ces navires, les HMS Engadine (en), HMS Riviera (en) et HMS Empress (en) prirent part à la première opération aéronavale menés par la Royal Navy : deux hydravions ne purent décoller mais les sept autres machines engagées effectuent un raid spectaculaire sur les installations navales allemandes de Cuxhaven. La couverture nuageuse et la modeste charge emportée (3 bombes de 9 kg par avion) ne permit pas la destruction des hangars de Zeppelin, un des objectifs de la mission, mais le raid eut un certain retentissement psychologique.
Le HMS Ark Royal, acheté lui avant achèvement, comportait une plage avant permettant de faire décoller des avions terrestres, ceux-ci devant impérativement se poser sur la côte. Il emportait donc 5 hydravions et deux Sopwith Tabloid équipés de roues. En février 1915 le HMS Ark Royal appareilla pour participer à la bataille des Dardanelles.
En 1917 le croiseur de bataille HMS Furious perdit sa tourelle avant au profit d’un pont d’envol de 49 m surmontant un hangar à avions. Le 2 août 1917 le Squadron Commander Edwin Dunning se tua en tentant de se poser sur ce pont après avoir contourné la structure supérieure du navire avec un Sopwith Pup. Il fut donc décidé de supprimer la tourelle arrière et de la remplacer par un pont d’atterrissage de 91 m, également disposé au-dessus d’un hangar. La toute nouvelle Royal Air Force utilisa ce porte-avion pour bombarder les installations navales allemandes de Tondern le 19 juillet 1918, 7 Sopwith Camel parvenant à détruire les Zeppelin L.54 (en) et L.60.
De façon moins spectaculaire le RNAS patrouilla de façon systématique au-dessus de la Manche et de la mer du Nord à la recherche de sous-marins allemands. 175 U-boots furent relevés durant la seule année 1917 et 107 attaqués. Si la technique balbutiante ne permit pas de véritable succès direct, les hydravions apportèrent indiscutablement une aide précieuse aux navires de surface.

## Rivalités interservices
Les actions les plus spectaculaires menées par le RNAS furent aussi celles qui générèrent le plus de rivalités, tant avec la British Army qu’avec le RFC.
Le RNAS ayant envoyé des éléments sur les côtes belges dès le début de la guerre, il fit blinder expérimentalement des véhicules Rolls-Royce afin de sécuriser ses moyens de communication et faciliter la récupération des pilotes tombés dans les lignes adverses. Hors début octobre 1914 ces véhicules blindés furent les seuls disponibles pour protéger le retrait des troupes belges en britanniques entre Anvers et l’Yser.
En septembre 1914 le RNAS fit réquisitionner tous les châssis de Rolls-Royce Silver Ghost pour conversion en véhicule blindé léger afin de former une RNAS Armoured Car Section, la partie supérieure des véhicules étant conçu par une commission spéciale de l’Air Department de l’Amirauté. Les trois premiers véhicules furent livrés le 3 décembre 1914.
Le RNAS forma pourtant six squadrons de 12 véhicules. Le premier fut envoyé en France, puis transféré en Égypte quand il devint évident que la stabilisation du front ne permettait plus l’utilisation de ce type de matériel à l'Ouest. Un autre gagna l’Afrique pour participer aux opérations contre les colonies allemandes et deux transférés en avril 1915 à Gallipoli. En août 1915 le RNAS dut transférer ses véhicules blindés à la British Army.

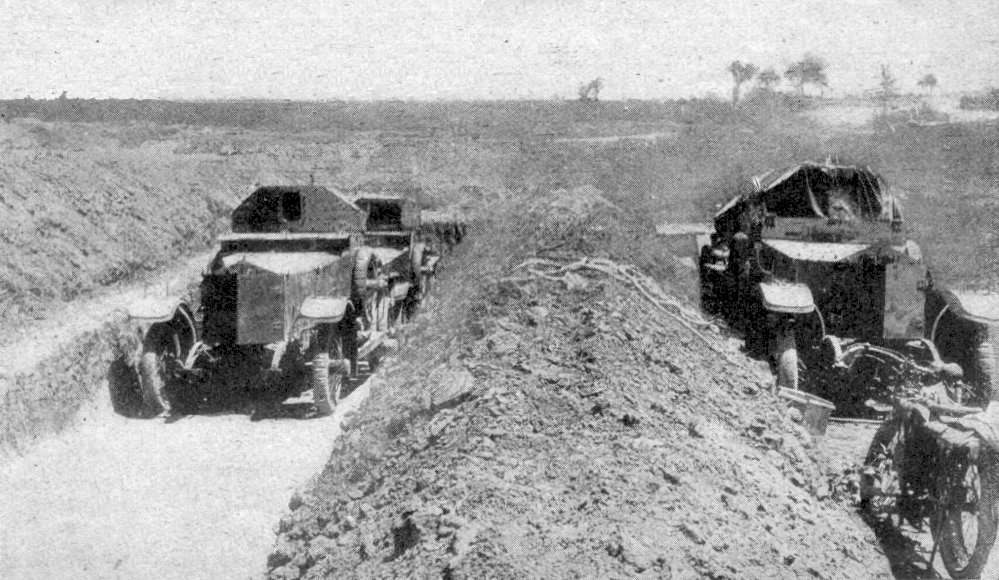
Section de véhicules blindés du RNAS sur le front de Turquie.
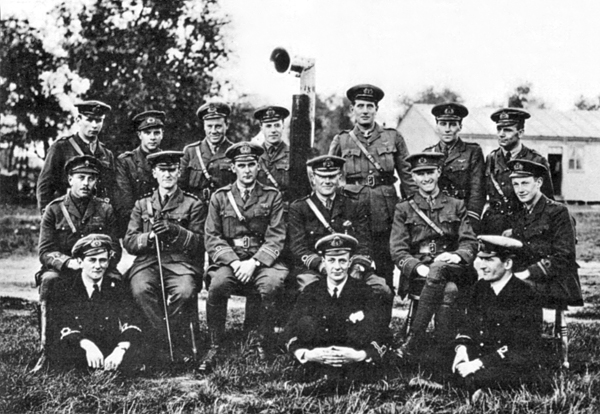
Pilotes du No 1 Squadron du RNAS en 1914.
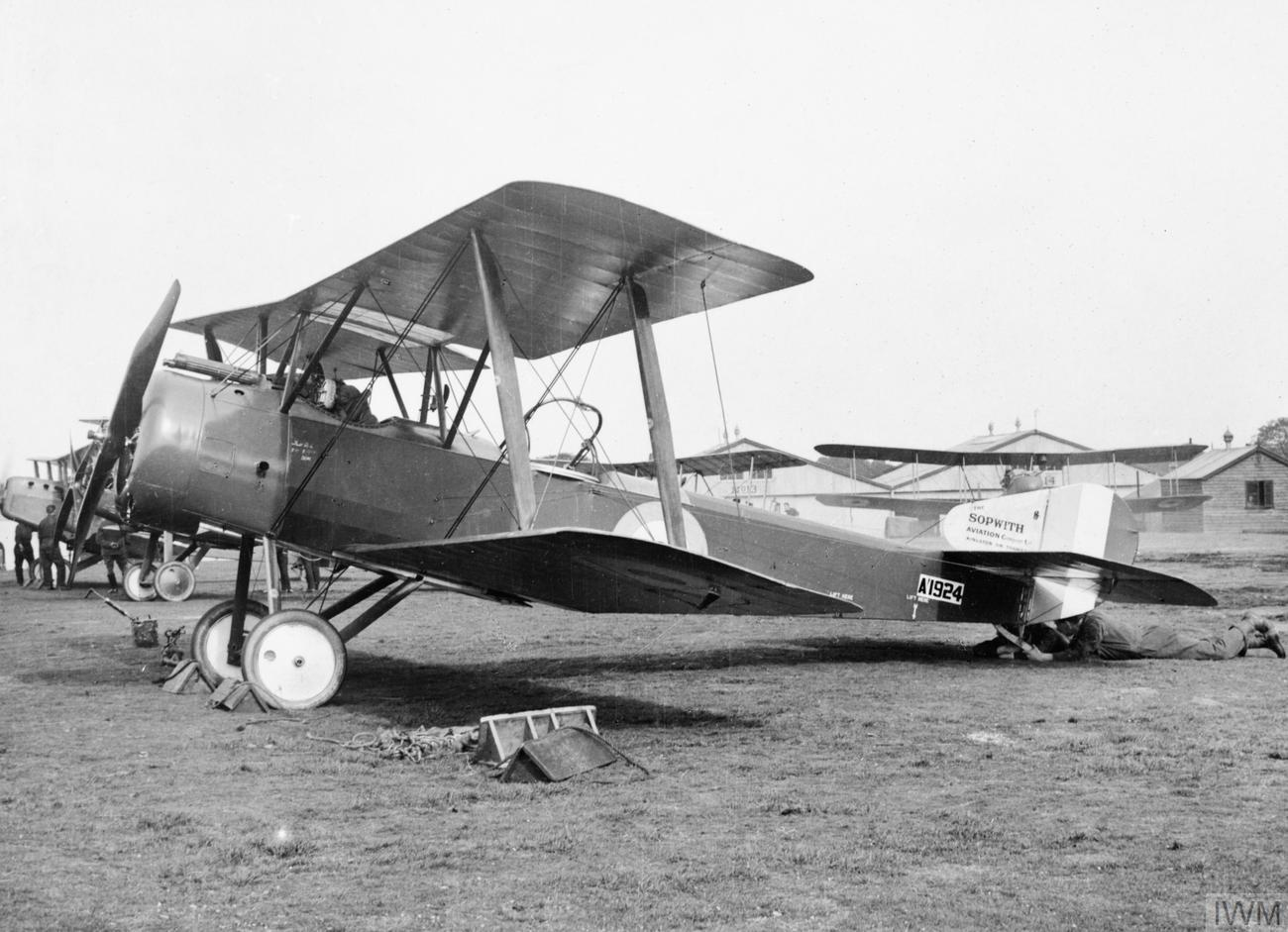
Sopwith 1½ Strutter du RNAS.

.
Le conflit opposant le RNAS et le RFC eut des conséquences plus graves. Appelé au secours du RFC sur le Front Ouest, puis à participer à la défense aérienne de Londres, il s’estima donc légitimement autorisé à tenter de détruire les installations Zeppelin de Friedrichshafen. Le raid fut mené le 21 novembre 1914 depuis Belfort, trois Avro 504 larguant 11 bombes de 9 kg et détruisant des installations au sol et une unité de production d’hydrogène.
Forte de ce succès puis d’opérations similaires sur les bases de la Kriegsmarine à Cuxhaven, Wilhelmshaven et Tondern, la Royal Navy parvint, malgré un budget très serré, à constituer une unité autonome de bombardement stratégique, alors même que le concept de bombardement stratégique relevait encore de la spéculation. Cette rivalité fut à l’origine de difficultés au front : pour rééquiper ses unités de bombardement stratégique le RNAS obtint de Sopwith la livraison prioritaire de Sopwith 1½ Strutter. Le War Office ayant exigé la rétrocession de ces appareils au RFC, la Navy obtint de recevoir des Sopwith Pup bien avant le RFC, puis de remplacer ses Pup par des Sopwith Triplane puis des Sopwith Camel... alors que le RFC devait continuer à utiliser des Pup surclassés.
Ce problème trouva sa conclusion le 1er avril 1918 avec la création de la première armée de l’air indépendante au monde: le Royal Flying Corps de l’Armée Britannique et le Royal Naval Air Service fusionnèrent pour constituer la Royal Air Force. Le RNAS apportait à la RAF 67 000 hommes, 2 949 avions et hydravions, 103 dirigeables et 126 bases côtières.

## Renaissance
Le 1er avril 1924 fut constituée la Fleet Air Arm of the Royal Air Force, regroupant les unités de la RAF opérant depuis les porte-avions ou navires équipés de catapultes. Il faudra attendre le 24 mai 1939 pour que la Fleet Air Arm repasse sous contrôle de l’Amirauté britannique, disposant seulement de 232 avions répartis en 20 squadrons.

## Principales bases
- Royaume-Uni : Hendon Aerodrome, Southend Aerodrome, Douvres, Yarmouth, Scapa Flow, Turnhouse...
- France: Dunkerque, Saint-Pol-sur-Mer, Walmer, La Bellevue.
- Méditerranée orientale : Imbros, Moudros, Stravos, Thasos
- Autres : Otrante, Malte...

## Quelques aéronefs utilisés par le RNAS
Prototypes et séries expérimentales exceptés
Avions
- Airco DH.4
- Airco DH.6
- Airco DH.9
- Armstrong Whitworth F.K.3
- Avro 504
- Beardmore W.B.III
- Blériot XI
- Breguet Type III
- Breguet Type IV
- Breguet Bre 5
- Bristol Boxkite
- Bristol TB.8 (en)
- Bristol Scout
- Caudron G.3
- Caudron G.4
- Curtiss H-4 Small America
- Curtiss H-12 Large America
- Curtiss H-16 Large America
- Curtiss Model R (en)
- Curtiss Jenny
- FBA Type A
- Fairey III
- Fairey Campania
- Fairey Hamble Baby (en)
- Farman F.40
- Farman HF.20
- Farman MF.7 Longhorn
- Farman MF.11 Shorthorn
- Felixstowe F.2
- Felixstowe Porte Baby
- Felixstowe F.3
- Felixstowe F.5
- Flanders B.2 (en)
- Grahame-White Type XV (en)
- Handley Page 0/100
- Handley Page 0/400
- Mann Egerton Type B (en)
- Morane-Borel monoplan
- Morane-Saulnier BB (en)
- Morane-Saulnier Type L
- Nieuport VI (en)
- Nieuport 10
- Nieuport 11
- Nieuport 12
- Nieuport 17
- Nieuport 21
- Nieuport 24
- Norman Thompson N.T.2B (en)
- Norman Thompson N.T.4 (en)
- Pemberton-Billing PB.25 (en)
- REP Parasol (en)
- Royal Aircraft Factory BE.2
- Short Admiralty Type 74 (en)
- Short Bomber
- Short Folder (en)
- Short Type 166 (en)
- Short Type 184
- Short 310 (en)
- Short Type 320 (en)
- Short Type 827 (en)
- Sopwith Type 807 (en)
- Sopwith Type 860 (en)
- Sopwith B.1 (en)
- Sopwith Baby
- Sopwith 1½ Strutter
- Sopwith Camel
- Sopwith Cuckoo
- Sopwith Gunbus (en)
- Sopwith Pup
- Sopwith Scout
- Sopwith Tabloid
- Sopwith Triplan
- Thomas Brothers T-2 (en)
- Voisin III

Dirigeables
- HMA No.1 Mayfly
- HMA No.2 (en)
- Vickers HMA No.9r (en)
- Vickers Type 23
- Dirigeable R31
- Dirigeable R33
- Dirigeables Astra-Torres (en)